# Royal Rumble 1993
Royal Rumble 1993 è stata la sesta edizione dell'annuale pay-per-view omonimo prodotto dalla World Wrestling Federation.
L'evento ebbe luogo il 24 gennaio 1993 all'ARCO Arena di Sacramento, California. Il main event fu un Royal Rumble match, una sorta di Battle royal match con la differenza che gli atleti non entrano tutti contemporaneamente sul ring, ma uno alla volta ogni novanta secondi. Gli ingressi sono in tutto trenta: i primi due contendenti entrano sul ring, poi entra un nuovo wrestler ogni novanta secondi. Per eliminare un avversario bisogna gettarlo fuori dal ring oltre la terza corda. Vince colui che resta per ultimo sul ring, dopo che tutti i partecipanti hanno preso parte al match. Yokozuna vinse la contesa e gli fu quindi data l'opportunità di lottare per il WWF World Heavyweight Championship a WrestleMania IX. Bret Hart mantenne il WWF Championship contro Razor Ramon e Shawn Michaels difese con successo il WWF Intercontinental Championship contro Marty Jannetty.

## Storyline
La Royal Rumble 1993 fu costituita da sei match: quattro single match, un tag team match, e il Royal Rumble match. Il pay-per-view fu costruito con l'accumulo di faide scritte dal team creativo della WWF. Alcune delle rivalità risalirono a diversi anni prima, mentre altri furono creati appositamente per creare hype per la Royal Rumble.
La faida principale che caratterizzò Royal Rumble 1993 fu quella tra il WWF Champion Bret Hart e lo sfidante Razor Ramon (in sostituzione di The Ultimate Warrior, che aveva lasciato la federazione nel novembre precedente). Ramon si alleò alla fine del 1992 con Ric Flair, che Hart sconfisse vincendo il titolo. Durante un'intervista dove Hart stava parlando del prossimo match, Ramon e Flair andarono sul ring e attaccarono Hart. Ramon intensificò la faida quando attaccò Owen Hart, il fratello di Bret.

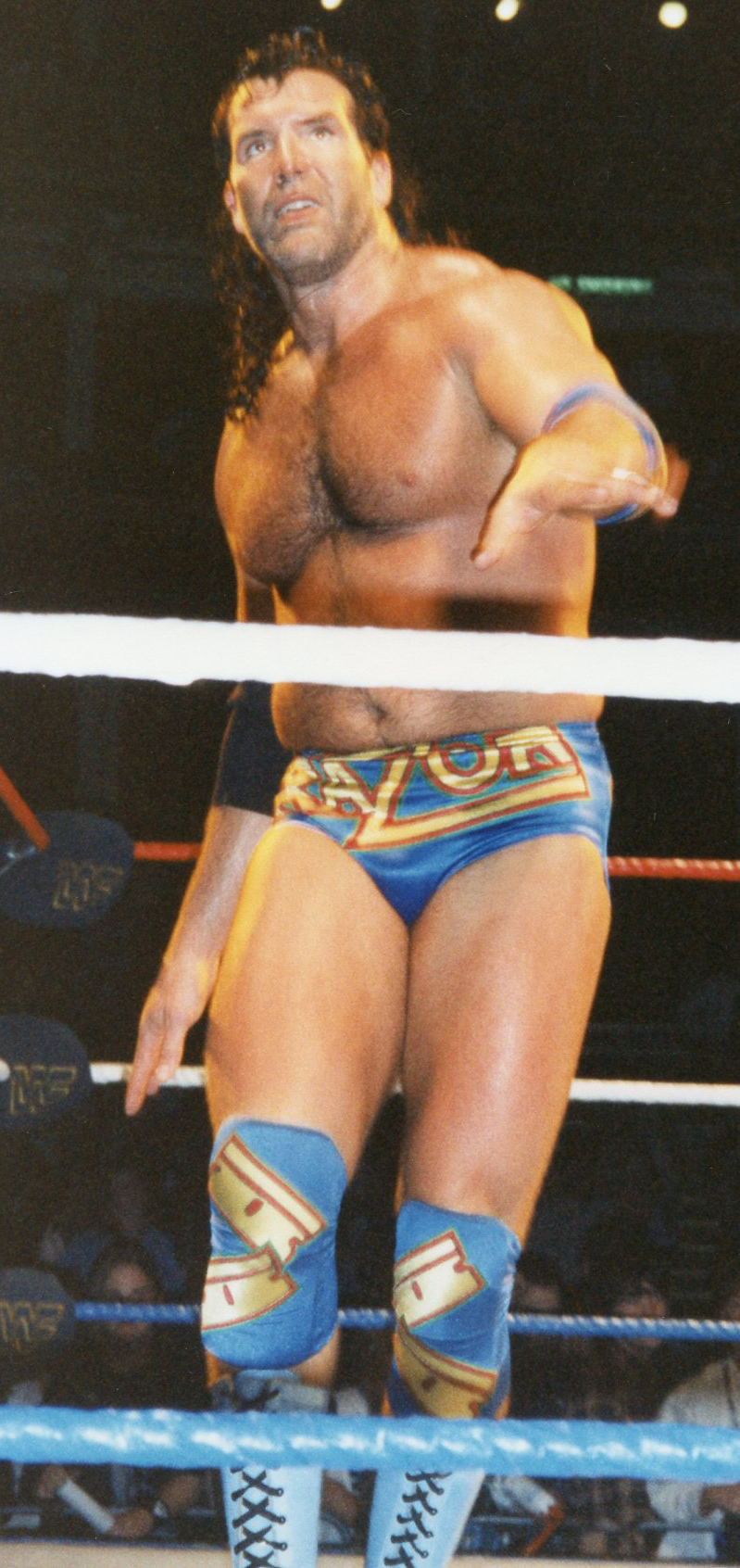
Razor Ramon sfidò Bret Hart per il WWF Championship

Un'altra faida che caratterizzò l'evento fu quella tra Shawn Michaels e Marty Jannetty, che aveva collaborato per diversi anni in un tag team con il nome di The Rockers. La coppia si divise nel dicembre 1991, tuttavia, quando Michaels attaccò Jannetty durante un episodio dell'intervista di Brutus Beefcake, "The Barber Shop". Michaels cominciò a lottare in competizione singola e vinse il WWF Intercontinental Championship il 27 ottobre 1992 contro Davey Boy Smith. Il 31 ottobre 1992 nella puntata di Superstars of Wrestling, Jannetty fece il suo ritorno in WWF dopo una lunga assenza ed ebbe un confronto con Michaels. Tentò di colpire Michaels con uno specchio, ma Michaels tirò la sua valletta, Sensational Sherri, davanti a lui, usandola come scudo umano. Sherri fu colpita con lo specchio, il che causò i primi screzi tra la relazione di Michaels e Sherri. Michaels e Jannetty decisero di affrontarsi per l'Intercontinental Championship alla Royal Rumble. In vista del match, Sherri annunciò che sarebbe stata all'angolo di uno dei due uomini, senza specificare quale.
In un match situato nell'undercard, gli Steiner Brothers (Rick e Scott), che fecero il loro debutto in WWF verso la fine del 1992, furono scelti come avversari dei Beverly Brothers (Beau e Blake). Non ci fu una grande storyline dietro questo match, ma gli Steiner e i Beverly ebbero una disputa piuttosto accesa su chi fosse il miglior tag team formato da due fratelli in WWF (anche se i Beverly Brothers nella realtà non erano fratelli).
Per il Royal Rumble match furono scritte diverse faide. Virgil fu il servo e la guardia del corpo di Ted DiBiase per diversi anni. DiBiase trattò sempre male Virgil, il che portò quest'ultimo a ribellarsi e a licenziarsi dal suo lavoro. Alla Royal Rumble 1991, attaccò DiBiase dopo il match colpendolo con la Million Dollar Championship, un titolo che DiBiase aveva assegnato a se stesso. Virgil sconfisse DiBiase per la cintura a SummerSlam 1991, anche se DiBiase dopo riconquistò il titolo. The Undertaker ebbe una faida con il manager Harvey Wippleman. Ebbe una serie di match contro Kamala nel 1992, incluso un attacco a SummerSlam. La rivalità culminò in Coffin match alle Survivor Series 1992. The Undertaker vinse il match, ma Wippleman giurò vendetta. Tito Santana e Rick Martel formarono un tag team nel 1987 conosciuto come Strike Force, e vinsero il World Tag Team Championship, che difesero per cinque mesi. Martel si allontanò durante un match contro i Brian Busters a WrestleMania V, lasciando Santana solo contro i due avversari. Il team a quel punto si sciolse e gli ex partner cominciarono una lunga faida.
Mr. Perfect fu come un "consulente esecutivo" per Ric Flair nel 1992, ma il rapporto si ruppe verso la fine dell'anno. Perfect viene messo in coppia con Randy Savage, per affrontare Flair e Razor Ramon a Survivor Series 1992. Flair chiese di poter abbandonare la WWF al fine di tornare alla World Championship Wrestling (WCW). La sua richiesta fu accetta dal proprietario WWF Vince McMahon, a condizione che egli aiutasse a costruire Perfect come un face credibile. Molti lottatori furono scelti per lottare nel Royal Rumble in questo omonimo pay-per-view, ma furono sostituiti o lasciarono la federazione prima dell'evento. Coloro che furono programmati per competere furono Doink the Clown, Crush, Hacksaw Jim Duggan, The Mountie, e Kamala.
L'evento vide anche il debutto ufficiale in WWF di Lex Luger da parte di Bobby Heenan, che introdusse così il suo nuovo cliente. Luger veniva dalla WCW, dove era stato WCW World Heavyweight Championship, e aveva lasciato il wrestling poco tempo prima per entrare nella World Bodybuilding Federation (WBF) di Vince McMahon. Quando la WBF fallì, Luger firmò per la WWF.

## Evento
| Ruolo:         | Nome:           |
| -------------- | --------------- |
| Commentatori   | Bobby Heenan    |
| Commentatori   | Gorilla Monsoon |
| Intervistatori | Gene Okerlund   |
| Intervistatori | Raymond Rougeau |
| Ring announcer | Howard Finkel   |
| Arbitri        | John Binella    |
| Arbitri        | Danny Davis     |
| Arbitri        | Jack Doan       |
| Arbitri        | Earl Hebner     |
| Arbitri        | Joey Marella    |

Cinque match con risultati predeterminati caratterizzarono la trasmissione televisiva in pay-per-view. Inoltre, Doink the Clown sconfisse Jim Powers in un dark match, ovvero un match non trasmesso in televisione. Nel primo match ad essere mostrato in TV, gli Steiner Brothers (Rick e Scott) affrontarono i Beverly Brothers (Beau e Blake). Scott guadagnò il vantaggio iniziale su Beau, e i due uomini diedero subito il tag ai loro rispettivi compagni di coppia. Rick eseguì un body slam su Blake e poi diede il cambio a Scott, che attaccò Blake con un belly to belly suplex. I Beverly riguadagnarono il vantaggio e si alternarono l'attacco alla schiena di Scott. Blake eseguì un Boston crab per attaccare ancora più pesantemente la schiena di Scott, tentando di costringerlo a cedere. Scott si liberò e gettò Blake al tappeto eseguendo un Tiger driver. I Steiner capitalizzarono il loro vantaggio, isolando Blake e dandosi dei cambi veloci. Scott vinse il match (e di conseguenza anche suo fratello Ric) schienando Blake dopo l'esecuzione di un Frankensteiner.

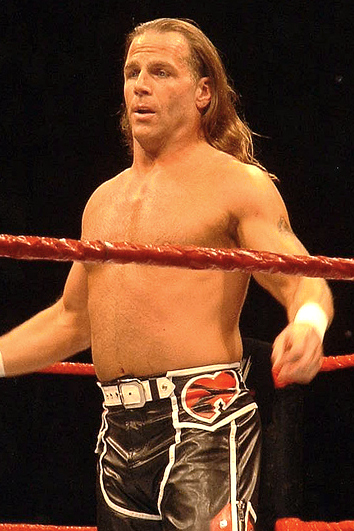
Shawn Michaels affrontò Marty Jannetty per il WWF Intercontinental Championship

Con la presentazione di Howard Finkel, entrò nell'arena Sensational Sherri, seguita da Marty Jannetty e infine da Shawn Michaels. Nei primi minuti Sherri non sembra schierarsi con nessuno dei due uomini. Inizia il match, Michaels comincia a insultare l'avversario e a schiaffeggiarlo, ma Jannetty reagisce con un pugno, e Michaels esce velocemente fuori dal ring. Jannetty comincia l'inseguimento fuori dal ring, Michaels ritorna nel quadrato seguito dall'avversario, che ricomincia a dargli dei pugni in pieno volto. Marty lanciò con una tale forza Shawn all'angolo che egli fece una capriola, rischiando di cadere fuori dal ring. Marty lancia Michaels fuori dal ring, poi lo riporta agilmente nel ring, prima di eseguire una Clothesline che fa volare Michaels nuovamente fuori dal quadrato. Ed ecco che Jannetty, dopo che Michaels si alzò in piedi, eseguì una Suicide dive. Jannetty colpisce con dei pugni l'avversario, poi ritorna sul ring, sale sulla terza corda, e quando l'avversario fu in piedi lo attaccò con una Clothesline. Poi risalì sulla terza corda, riprovò la Clothesline, ma stavolta fu colpito da un calcio alla pancia da Michaels, che ha quindi qualche secondo per riprendersi dai numerosi attacchi subiti. Michaels va a prendere Marty e lo schianta di schiena contro il palo di sostegno del ring, poi lo rilancia contro il paletto, stavolta di faccia. Poi Shawn porta il nemico sul ring, e lo attacca con una shoulder breaker. Dopo averlo portato all'angolo, lo colpisce con dei pugni molto violenti, Jannetty esce dal ring per riprendersi, seguito da Michaels che lo colpisce con un Body slam. Poi i due ritornano sul ring, Shawn comincia a colpirlo sulla spalla, poi parte con i calci, lo lancia all'angolo, poi Heartbreak Kid sale sulla terza corda e colpisce nuovamente l'ormai spalla ferita dell'avversario. Poi ricomincia l'attacco sulla spalla con un'Armbar. Poi Michaels eseguì un superkick su Jannetty, schienandolo e portando a casa la vittoria.
Il primo ad entrare per il match successivo fu Bam Bam Bigelow, seguito da Big Boss Man. Mentre Big Boss stava riponendo il suo manganello, Bigelow lo attaccò alle spalle con dei pugni, poi lo lanciò all'angolo opposto di quello dove erano prima, e Bam Bam si lanciò di pancia sull'avversario riposto all'angolo. Allora ricominciò con i pugni, lo rilanciò all'angolo, seguiti da una serie di pugni alla schiena, lo rilanciò per l'ennesima volta all'angolo, stavolta di pancia, Bigelow aveva la partita nelle sue mani. Quest'ultimo con un pugno fece volare Boss Man fuori dal quadrato (non dalla terza corda), Bigelow uscì dal ring e lo attaccò sbattendogli la testa contro il bordo ring, e ritornò velocemente sul quadrato. Ma ecco che finalmente Boss Man riesce a contrastare la forza del nemico: dopo essere rientrato sul ring, attacco con due Clothesline l'avversario, facendolo cadere a terra. Poi lo colpì con dieci pugni urlati anche dal pubblico. Altra serie da 10 pugni stavolta all'angolo, ma Bigelow rispose all'attacco con un belly to back suplex. Poi Bigelow sbagliò una Facelock. Boss man lanciò l'avversario in un angolo e lo colpì con Bulldog. Poco dopo Bigelow riuscì a mettere al tappeto l'avversario con una Clothesline e ad attaccarlo con una diving headbutt. A quel punto lo schienò vincendo il match.

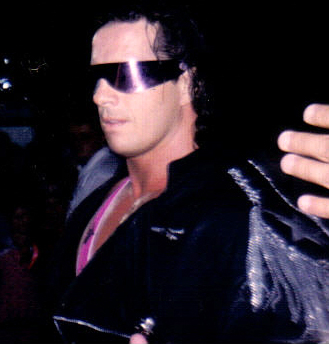
Bret Hart affrontò Razor Ramon con in palio il WWF Championship

Il primo wrestler ad entrare sul ring nel match successivo con in palio il WWF Championship fu Razor Ramon, seguito da Bret "The Hitman" Hart. I due uomini cominciarono la contesa dandosi diversi pugni a vicenda, Razor lanciò Bret violentemente contro l'angolo; lì cominciò a colpirlo con calci e pugni, poi lo lanciò all'angolo opposto. Hart si riprese facendo una serie di sgambetti all'avversario, per poi mettere un piede di Ramon sulla prima corda e saltarci sopra, per poi intrappolarlo nella figure-four leglock. Razor riesce a liberarsi dalla presa afferrando le corde, infatti, durante una mossa di sottomissione, se colui che la subisce riesce ad afferrare le corde, il lottatore che la sta eseguendo deve lasciare immediatamente la presa. Se ciò non accade, l'arbitro esegue un conteggio fino a cinque, entro il quale il lottatore deve lasciare libero l'avversario; se ciò non dovesse verificarsi, l'arbitro è tenuto a squalificare il wrestler. Hart ricomincia allora ad attaccare le gambe dell'avversario. Hart governa quindi i primi minuti del match, fino a quando Ramon riesce a lanciare Bret contro il palo di sostegno del ring (facendolo scivolare sotto la prima corda, in modo da farli sbattere i fianchi contro il paletto). Lo scontro si sposta quindi fuori dal ring dove Razor colpisce Hart con due shoulder breaker, prima di sbatterlo nuovamente contro il paletto di sostegno del ring, stavolta di schiena. Poi lo riportò sul quadrato, e lì comincia a colpirlo con delle gomitate alla schiena e con dei calci, seguiti da una fallaway slam. In seguito lo lanciò di faccia all'angolo, seguito dallo schienamento, che si ferma a due. Ramon si libera facilmente, butta l'avversario al tappeto, prova a colpirlo con una gomitata ma non ci riesce, ma poi riesce a schienarlo dopo averlo colpito con una spallata. Il conto non va oltre il due, e Hart riesce a colpire l'avversario con un crossbody, e dopo l'esecuzione finisce fuori dal ring. Ramon prova a riportare Bret sul ring, ma lui non ci sta e lo colpisce, torna sul ring e si susseguirono un paio di schienamenti. Ramon esegue poi una bear hug, ma Hart dopo qualche minuto riesce a liberarsi. Razor corse contro le corde per darsi lo slancio per colpire Hart, ma egli lo sollevò e lo buttò fuori dal quadrato. Bret si lancia contro le corde per prendere la rincorsa ed eseguire la Suicide Dive. Dopo essere tornati sul ring, Hart rinchiuse Ramon nella Sharpshooter, costringendolo alla resa. Bret mantenne quindi il titolo.
Prima del main event, Bobby Heenan, un manager e commentatore, presentò il suo nuovo lottatore, "The Narcissist" Lex Luger. Heenan sottolineò i muscoli di Luger e annunciò che avrebbe portato avanti la sua rivalità con Mr. Perfect.

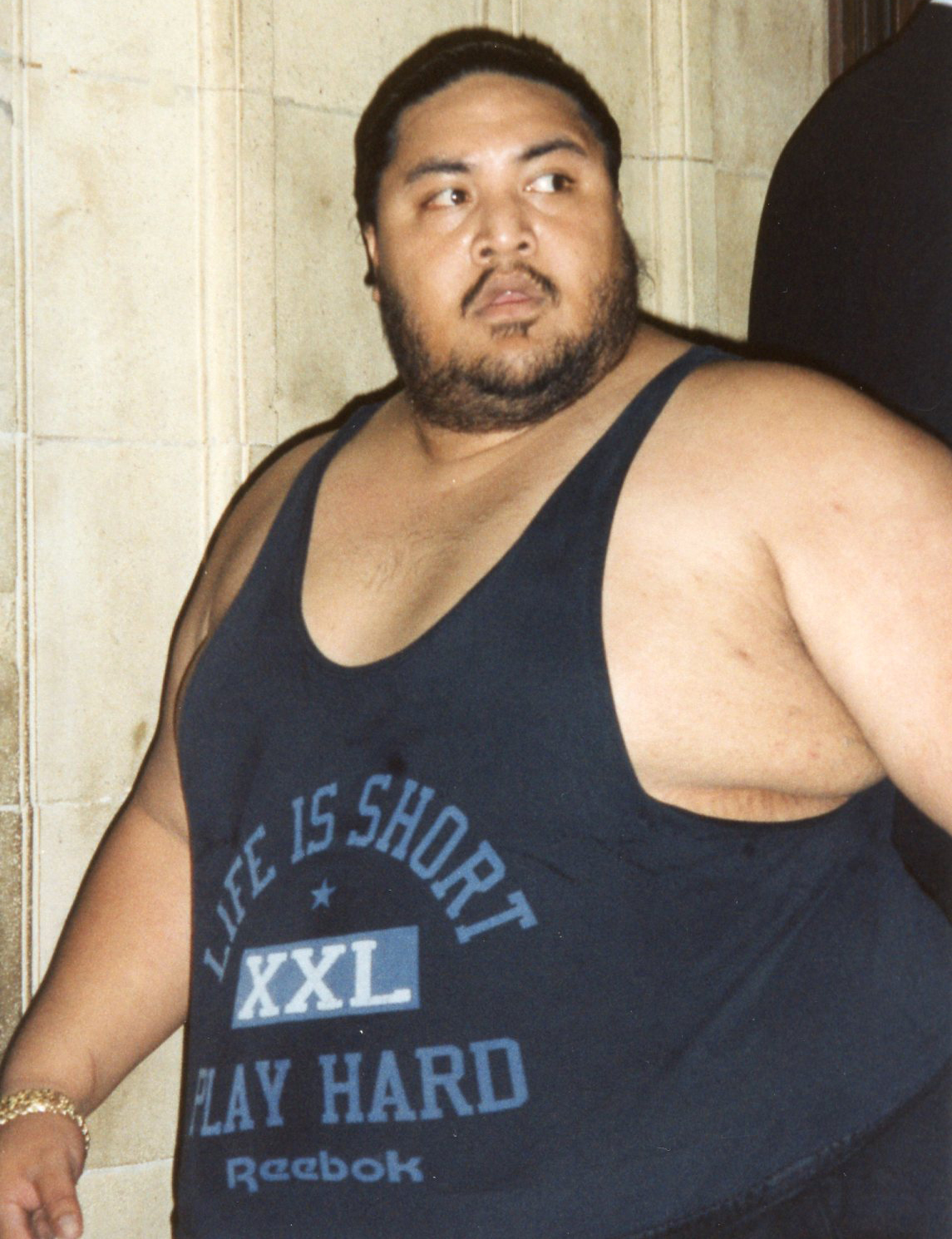
Yokozuna vinse il Royal Rumble match

In seguito ci fu il main event dello show, il Royal Rumble match. Per la prima volta, fu aggiunta una clausola nuova: il premio che viene dato al vincitore è la possibilità di affrontare il detentore del WWF Championship in quel di WrestleMania, regola tradizionale per i Royal Rumble match che ci furono in seguito. I primi due partecipanti furono due former WWF Champion, ovvero Ric Flair e Bob Backlund. Backlund chiese di stringere la mano a Flair per sportività. Flair, però, mentre gliela stava stringendo si mise la mano tra i capelli, facendo la sua solita camminata e il suo solito "Wuuuuuu", per beffeggiare l'avversario. Allora i due iniziarono il match con dei clinch, poi Flair lanciò l'avversario alle corde, che però lo colpì con una spallata, il che successe due volte di fila. Serie di sgambetti da parte di Bob, poi Flair portò l'avversario all'angolo e lo colpì con una serie di chop e pugni. Backlund si riprese e lanciò Flair all'angolo opposto. Mentre Bob stava per eliminare Flair, entrò con il numero tre Papa Shango, che attaccò Backlund. Shango lanciò Backlund all'angolo di pancia e gli diede diverse testate. Poi, mentre Papa cercava di eliminare Bob, Ric afferrò la gamba di Shango e lo buttò fuori dal quadrato, eliminandolo. Poi Flair prova ad eliminare Bob, ma egli riesce a resistere. Poi cominciarono a colpirsi con dei pugni, Backlund vince lo scambio e lancia l'avversario contro l'angolo. Poi entrò con il numero quattro Ted DiBiase, accompagnato dal suo manager, che attaccò immediatamente Backlund. Poi, DiBiase e Flair provarono ad eliminare Bob, fino a quando entrò con il numero cinque Brian Knobbs, che mise KO Ted e Ric con una double clothesline, seguita da una serie di pugni. Poi Knobbs provò a lanciare Flair fuori dal quadrato, ma egli riuscì a tenersi sulle corde (anche se Knobbs credeva che l'avesse eliminato). Knobbs si concentrò allora su DiBiase, lo attacca con dei pugni. Poi arriva da dietro Flair, che attacca Knobbs, ma subito dopo arriva anche Backlund che attacca Ric. Allora Bob manda Flair contro l'angolo di faccia, e comincia a colpirlo con dei pugni. Nel frattempo Knobbs sta malmenando DiBiase nell'angolo opposto. Ric riesce poi a guadagnare vantaggio su Bob, e andò ad attaccare Knobbs, che nel frattempo stava per eliminare Ted. Allora DiBiase e Flair provano ad eliminare Brian, ma ecco rispuntare Backlund che va ad attaccare Ric. Ed ecco che con il numero sei arriva Virgil, che viene subito attaccato da DiBiase. Quest'ultimo lo lanciò verso le corde, ma Virgil gli scivolò sotto le gambe, lo sollevò e lo attaccò con una ginocchiata sul sedere. Poi il wrestler di colore cominciò ad attaccare Ted con dei pugni e una Clothesline, poi Virgil e Bob provarono ad eliminare Flair. In seguito Knobbs, mentre cercava di colpire DiBiase probabilmente con una Clothesline, quest'ultimo si abbassò, facendo cadere Knobbs fuori dal ring. Questa fu quindi la seconda eliminazione del Royal Rumble match.

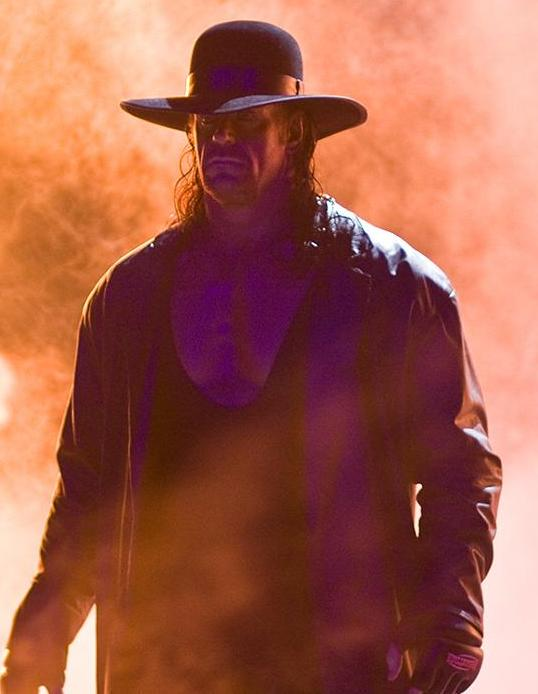
The Undertaker fu eliminato dal Royal Rumble match da Giant González

Virgil mandò allora il nemico Ted all'angolo, colpendolo con dei pugni, ma viene successivamente anch'esso colpito. I due heel (Ric e Ted) sembrano aver guadagnato il vantaggio, con Backlund seduto sopra il paletto del ring mentre viene attaccato da Flair, una posizione molto pericolosa, perché rischia di cadere da un momento all'altro. Arriva con il numero sette Jerry Lawler, che va subito a dare una mano a DiBiase, che stava attaccando Virgil. Ma ecco arrivare Flair che porta Lawler all'angolo e lo colpisce con una serie di chop, ma Jerry non ci sta e si ribella. Nel frattempo Virgil riesce a riprendersi e a guadagnare il vantaggio su DiBiase, grazie anche all'aiuto di Bob. Colpo di scena: Flair, mentre Jerry lo stava attaccando senza tregua, esce dal quadrato, ma vi rientra qualche secondo dopo. Allora cerca di eliminare Virgil, ma viene interrotto da Jerry, che lo portò all'angolo. Lì comincia a colpire Ric, ma poi interviene Virgil che colpisce Lawler. Quindi Lawler cominciò a essere colpito da Virgil e Ric contemporaneamente. Arrivò poco dopo con il numero otto Max Moon, che si precipita subito su Ric e Lawler. Lanciò quest'ultimo verso le corde e lo colpì con un dropkick, lanciò poi Ric all'angolo, e poi lo scaraventa a terra. Intanto nel match si creò una situazione di uno contro uno: Virgil vs Lawler, Flair vs Moon, DiBiase vs Backlund. Poi Moon viene eliminato da Lawler. Arriva allora con il numero nove Genichiro Tenryu, che attaccò immediatamente Flair con una serie di chop. 

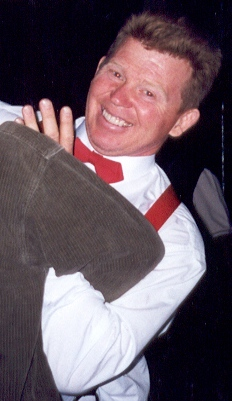
Bob Backlund resistette sul ring per oltre 1 ora nella rissa reale

I due vanno all'angolo e continuano a scambiarsi delle chop, fino a quando intervenne DiBiase, che attaccò Genichiro. Ric si concentrò allora su Virgil, che aveva rischiato di cadere fuori dal ring, ma che si era salvato aggrappandosi alle corde. Entra a furor di popolo con il numero dieci Mr.Perfect che si schianta subito su Ric Flair, scelta senstata visto il feud che avevano in quel periodo. Flair porta Perfect all'angolo, scambio di chop, Ric sale sulla terza corda per eseguire una mossa aerea, ma viene preso da Perfect che lo attacca con un Body slam. Perfect porta Flair all'angolo, ma quest'ultimo gli mette un dito in un occhio, poi i due cominciano a scambiarsi una serie di chop. Poi Perfect da 10 pugni esatti su Flair, contati rumorosamente dal pubblico. Entrò con il numero undici Skinner, che si scaraventò subito su Perfect. Ed ecco finalmente un'altra eliminazione, la quarta: Perfect elimina Flair. Perfect esulta l'eliminazione, poi viene attaccato da Lawler, che lo porta all'angolo, ma Perfect riesce a riguadagnare il vantaggio grazie all'intervento di Virgil. Arriva con il numero dodici Koko B. Ware, che si scaraventa immediatamente su Tenryu. Ma poi va anche da Jerry Lawler e lo colpisce con dieci pugni esatti contati fragorosamente dal pubblico. Perfect va nel frattempo a dare una mano a Bob Backlund, prendendo per la testa Skinner e lanciandolo sopra la terza corda, senza però farlo uscire dal ring. Egli ritorna agilmente sul ring, prima di essere definitivamente buttato fuori dal quadrato con un dropkick, sempre da Perfect. Arriva con il numero tredici Samu, che inizialmente si scaglia un po' su tutti. Arriva con il numero quattordici The Berzerker. Ed ecco la sesta eliminazione del match: dopo poco più di quattordici minuti sul quadrato, viene eliminato Jerry Lawler da Perfect. Pochi secondi dopo viene eliminato Virgil da Berzerker, poi tocca a Perfect ad essere eliminato, stavolta da DiBiase e Koko B. Ware. Ed ecco che con il numero quindici entra The Undertaker; fece subito piazza pulita eliminando Samu e Genichiro. Poi fu il turno di DiBiase di scatenarsi: eliminò Koko B. Ware e Terry Taylor (entrato dopo Taker). A questo punto il Deadman continua la sua strage eliminando prima DiBiase e poi The Berzerker. A un certo punto apparve Harvey Wippleman, che accompagnò un uomo di grossa stazza (che fu poi rivelato essere Giant González, alto 232 cm). González attaccò Undertaker e lo gettò fuori dal ring; di conseguenza The Undertaker fu eliminato dalla contesa. Diversi arbitri cercarono di portare González negli spogliatoi; lui alla fine tornò nel backstage, e Paul Bearer, il manager di Taker, andò sul ring. Aiutò a il Deadman a riprendere conoscenza, che dopo essersi ripreso, andò dietro le quinte per cercare González. Alcuni minuti dopo, Typhoon entrò nel ring, ma fu eliminato velocemente da Earthquake. Con il numero ventisette entrò Yokozuna, che eliminò ben sei lottatori: Backlund, Tatanka, Earthquake, Carlos Colón, Tito Santana e Owen Hart. A quel punto sul ring rimasero solo due uomini: Yokozuna e Randy "Macho Man" Savage. Yokozuna aveva un vantaggio insuperabile su Savage. Cominciò a colpirlo con dei pugni, provò varie volte a soffocare l'avversario. A un certo punto Savage riesce a ribellarsi e a colpire il gigante con svariati pugni. "Macho Man" salì sulla terza corda, e colpì l'avversario in pieno volto con le braccia, poi eseguì la stessa manovra, stavolta sulla schiena dell'avversario. Mentre Savage festeggiava con il pubblico, Yokozuna si riprese, e quando Randy si girò, fu colpito da un superkick. Randy riuscì ad eseguire la sua mossa finale prediletta, la Diving elbow drop. Savage allora schienò l'avversario, pensando probabilmente che fosse valido (naturalmente, visto il match, non lo era), e Yokozuna alzò le braccia con una tale forza da far volare Randy oltre la terza corda. Yokozuna vinse quindi il Royal Rumble match dell'edizione 1993, diventando il quarto wrestler di sempre a vincere alla prima partecipazione a questo tipo di contesa e fu il secondo, dopo Big John Studd nel 1989, a vincere la Rumble con il numero 27.

## Conseguenze

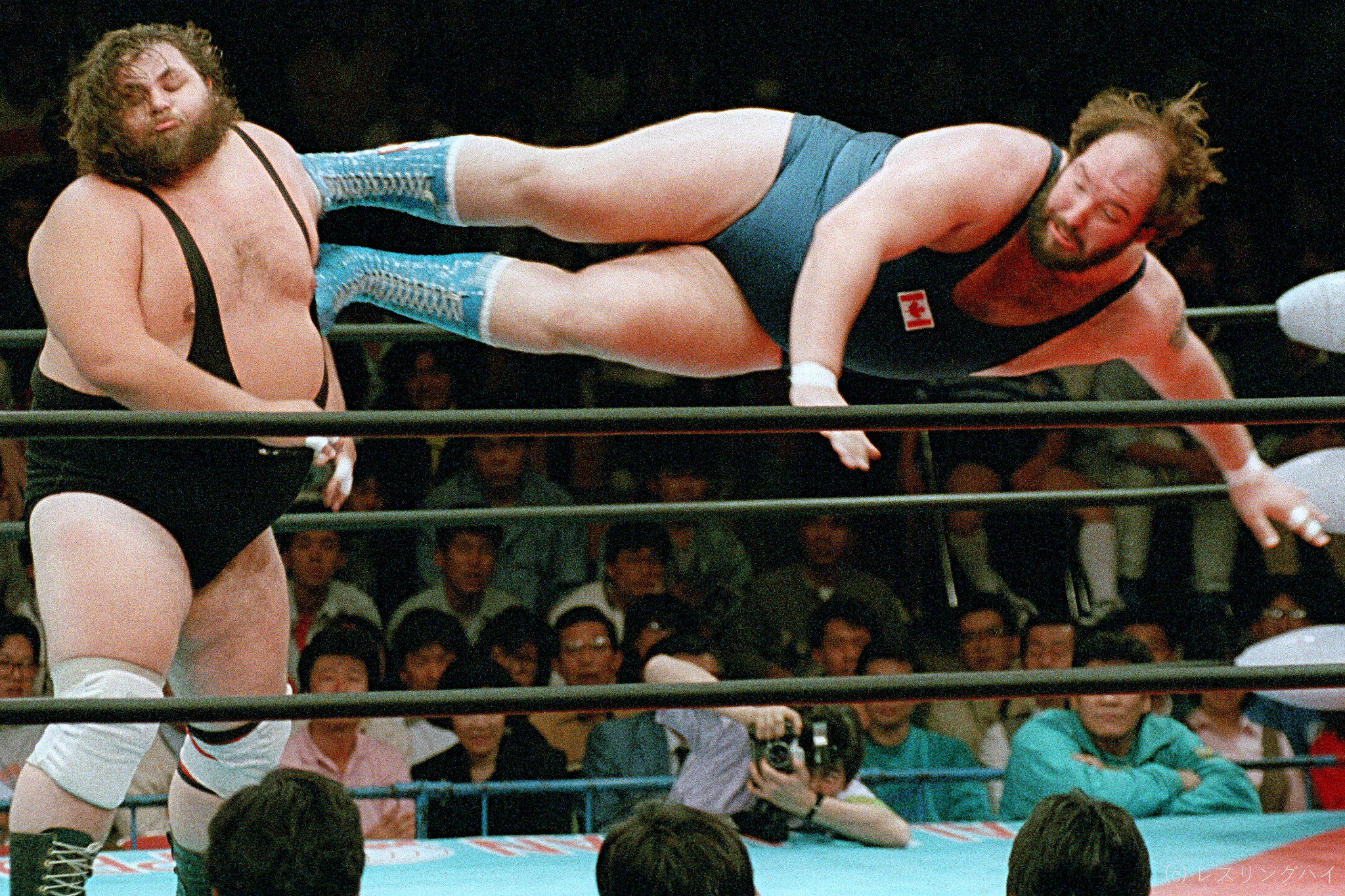
Earthquake lasciò la WWF poco dopo questa edizione della Royal Rumble

A WrestleMania IX, Yokozuna sconfisse Bret Hart vincendo il WWF Championship. Il suo regno titolato tuttavia durò soltanto alcuni minuti, visto che dovette cedere la cintura a Hulk Hogan in un match improvvisato. Yokozuna riconquistò il titolo, ma lo dovette cedere l'anno successivo, a Bret Hart.
Shawn Michaels continuò il suo feud con Sensational Sherri a WrestleMania IX. Sherri accompagnò Tatanka, e Michaels si fece accompagnare da Luna Vachon, la sua nuova valletta. Dopo il match, Vachon attaccò Sherri. Continuò anche il feud tra Michaels e Marty Jannetty, visto che Jannetty sconfisse Michaels per il titolo intercontinentale il 17 maggio 1993. Michaels riconquistò la cintura in un rematch nel mese successivo, dando fine al feud.
Razor Ramon continuò a lottare in match di alto profilo, ma ottenne pochi successi fino a cambiare il suo status: da heel a face dopo aver perso contro l'underdog 1-2-3 Kid nel maggio 1993. Come favorito del pubblico, Ramon vinse il suo primo dei quattro Intercontinental Championship nel settembre 1993.
Il giorno dopo la Royal Rumble, Flair affrontò Perfect in un loser leaves town match, dove il perdente sarebbe stato costretto a lasciare la WWF per sempre. Visto Flair aveva un accordo con McMahon, ovvero perdere contrp Mr. Perfect prima di lasciare la promozione, Perfect vinse la contesa e Flair non apparì più in WWF fino al 2001. Dopo che Flair lasciò la federazione, Luger continuò il feud con Heenan e sconfisse Mr. Perfect a WrestleMania IX.
Earthquake e Typhoon ruppero la loro alleanza nei Natural Disasters proprio durante il Royal Rumble match. Nessun feud tra i due ebbe però il tempo di materializzarsi, perché Earthquake lasciò la WWF poco tempo dopo per andare a combattere in Giappone.
La rivalità tra Virgil e DiBiase non fu menzionata di nuovo fino all'anno successivo, quando Virgil ebbe un breve feud con Nikolai Volkoff, che aveva come manager DiBiase. Egli si riunì con Virgil, che era stato rinominato Vincent, quando entrambi erano membri della WCW New World Order nel 1996.
L'ex campione mondiale WWWF Bob Backlund, al suo rientro in WWF dopo anni di assenza, batté il precedente record di Ric Flair di permanenza sul ring (60:02), resistendo per ben 1 ora, 1 minuto, e 10 secondi; diventando il secondo wrestler di sempre a raggiungere i 60 minuti di permanenza nel ring ed il primo a superarli.
The Undertaker fu eliminato illegalmente dalla Royal Rumble. Infatti alla contesa non partecipava Giant Gonzales che entrò nel ring e si scagliò sul becchino, eliminandolo. Successivamente i due si sfideranno a WrestleMania IX dove Undertaker vince per squalifica.
La WWF aveva intenzione inizialmente di far disputare un match tra Bret Hart ed Ultimate Warrior per il titolo del mondo. Warrior però lasciò mesi prima la federazione a causa dello scandalo steroidi, e venne sostituito da Razor Ramon.

### Accoglienza

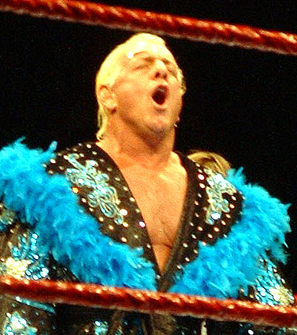
Ric Flair lasciò la federazione nel 1993 per tornare nella rivale World Championship Wrestling

L'editorialista di Online Onslaught, Adam Gutschmidt, dichiarò che la prima metà dello show fu penosa da guardare. Gli piacque il tag team match e la contesa tra Jannetty e Michaels. Trovò anche il match per WWF Championship sorprendentemente buono. Egli non ebbe, tuttavia, la sensazione che il match tra Big Boss Man e Bam Bam Bigelow fosse interessante. Gli piacque inoltre il Royal Rumble match perché furono inclusi molti tag team, anche se ci furono pochi momenti emozionanti, dicendo inoltre che la partecipazione di Giant González non aiutò il match. Scott Keith scrisse la recensione dell'evento per 411Mania. Trovò il primo match trasmesso in PPV, ovvero quello tra gli Steiner e i Beverly noioso. Gli piacque molto il match tra Jannetty e Michaels, ma trovò deludente il finale. Egli valutò il match tra Boss Man e Bigelow come un "vero disastro", ma gli piacque la contesa per il titolo WWF. Definì il Royal Rumble match uno dei peggiori della storia, infatti trovò gran parte del match noioso, e l'esordio di Gonzales non fu niente di spettacolare. Nel complesso, valutò l'evento come "leggermente raccomandato".
L'evento attirò circa 16.000 spettatori, per un incasso complessivo di $ 187.000. Il pubblico fu quindi inferiore rispetto ai 17.000 fan che parteciparono all'evento dell'anno precedente. Il buyrate del pay-per-view fu di 1,25, inferiore a quello di Royal Rumble 1992, che ebbe un buyrate di 1.8. Fu però più alto rispetto a tutti i buyrate di tutti gli eventi Royal Rumble dal 1994 al 1998.
Tale Royal Rumble fu pubblicata in VHS dalla Coliseum Video l'11 febbraio 1993 in Nord America. Fu rilasciato su DVD in Nord America come parte della collana firmata WWE chiamata Complete Royal Rumble Anthology il 27 novembre 2007. Negli Stati Uniti, fu rilasciato su VHS nel 1993. Il 6 giugno del 2005, fu confezionato con la Royal Rumble 1994 come parte della linea WWE Tagged Classics, e il suo rilascio avvenne nel Regno Unito in DVD. Questa linea fu seguita dal set completo di Complete Royal Rumble Anthology, che fu pubblicato il 15 ottobre 2007.

## Risultati
| #          | Risultati                                                 | Stipulazioni                                          | Durata  |
| ---------- | --------------------------------------------------------- | ----------------------------------------------------- | ------- |
| Dark match | Doink the Clown ha sconfitto Jim Powers                   | Single match                                          | 05:57   |
| 1          | The Steiner Brothers hanno sconfitto The Beverly Brothers | Tag team match                                        | 10:34   |
| 2          | Shawn Michaels (c) ha sconfitto Marty Jannetty            | Single match per il WWF Intercontinental Championship | 14:20   |
| 3          | Bam Bam Bigelow ha sconfitto Big Boss Man                 | Single match                                          | 10:10   |
| 4          | Bret Hart (c) ha sconfitto Razor Ramon per sottomissione  | Single match per il WWF Championship                  | 17:52   |
| 5          | Yokozuna ha vinto eliminando per ultimo Randy Savage      | Royal Rumble match                                    | 1:06:35 |

## Royal Rumble match
L'intervallo di tempo tra l'entrata di un wrestler e il successivo era di due minuti.
     – Vincitore
| #  | Superstar         | Ordine | Eliminato da               | Tempo    | Numero eliminazioni |
| -- | ----------------- | ------ | -------------------------- | -------- | ------------------- |
| 1  | Ric Flair         | 4      | Mr. Perfect                | 18:38    | 1                   |
| 2  | Bob Backlund      | 28     | Yokozuna                   | 01:01:10 | 2                   |
| 3  | Papa Shango       | 1      | Ric Flair                  | 00:28    | 0                   |
| 4  | Ted DiBiase       | 13     | The Undertaker             | 24:55    | 4                   |
| 5  | Brian Knobbs      | 2      | Ted DiBiase                | 02:58    | 0                   |
| 6  | Virgil            | 7      | The Berzeker               | 17:08    | 0                   |
| 7  | Jerry Lawler      | 6      | Mr. Perfect                | 14:35    | 1                   |
| 8  | Max Moon          | 3      | Jerry Lawler               | 01:56    | 0                   |
| 9  | Genichiro Tenryu  | 10     | The Undertaker             | 13:17    | 0                   |
| 10 | Mr. Perfect       | 8      | Ted DiBiase e Koko B. Ware | 09:15    | 3                   |
| 11 | Skinner           | 5      | Mr. Perfect                | 03:05    | 0                   |
| 12 | Koko B. Ware      | 11     | Ted DiBiase                | 08:31    | 1                   |
| 13 | Samu              | 9      | The Undertaker             | 04:49    | 0                   |
| 14 | The Berzerker     | 14     | The Undertaker             | 05:21    | 1                   |
| 15 | The Undertaker    | 15     | Giant González             | 04:14    | 4                   |
| 16 | Terry Taylor      | 12     | Ted DiBiase                | 00:24    | 0                   |
| 17 | Damien Demento    | 17     | Carlos Colón               | 12:27    | 0                   |
| 18 | Irwin R. Schyster | 19     | Earthquake                 | 16:00    | 0                   |
| 19 | Tatanka           | 20     | Yokozuna                   | 17:34    | 0                   |
| 20 | Jerry Sags        | 24     | Owen Hart                  | 21:50    | 0                   |
| 21 | Typhoon           | 16     | Earthquake                 | 05:12    | 0                   |
| 22 | Fatu              | 18     | Bob Backlund               | 06:32    | 0                   |
| 23 | Earthquake        | 22     | Yokozuna                   | 11:00    | 2                   |
| 24 | Carlos Colón      | 21     | Yokozuna                   | 07:25    | 1                   |
| 25 | Tito Santana      | 23     | Yokozuna                   | 11:01    | 0                   |
| 26 | Rick Martel       | 27     | Bob Backlund               | 11:23    | 0                   |
| 27 | Yokozuna          | -      | Vincitore                  | 14:53    | 7                   |
| 28 | Owen Hart         | 25     | Yokozuna                   | 05:39    | 1                   |
| 29 | Repo Man          | 26     | Randy Savage               | 03:33    | 0                   |
| 30 | Randy Savage      | 29     | Yokozuna                   | 09:01    | 1                   |